# Intertextualitás
Az intertextualitás (magyarul: szövegköziség) egy szövegalkotási eljárás, mely során az alkotók egy szöveget vagy szövegeket szó szerint vagy célzásszerűen egy másik szövegbe építenek be. A fogalmat Julia Kristeva bolgár-francia irodalomkritikus vezette be az irodalomtudományba 1966-ban. Az intertextualitás jelensége kezdetektől fogva jelen van az irodalomban, különösen a retorikai műfajokban, például a prédikációkban.

## Meghatározások
Az intertextualitás a 20. század második felének posztmodern irodalma kapcsán került a középpontba, mely irodalom azt vallja, hogy az évezredek óta gyarapodó szövegvilág telített, nem lehet olyant írni, amelyet már nem írtak volna meg a történelem során. Ez az irodalomelméleti felfogás szembemegy a romantika és a modernizmus irodalomfelfogásával, mely az eredetiséget, a semmiből való létrehozást tűzte ki célul. A posztmodern felfogás szerint a dolgok nem megírhatók, hanem újraírhatók, ebből következően az irodalom nem teremtés és ábrázolás, hanem a már létrehozott alkotások újrarendezése. Ez úgy történik, hogy a szövegek egymással párbeszédet folytatnak, az irodalom a régi és a mai szövegek közötti kölcsönhatás eredményeként jön létre. Ennek a befogadás szempontjából is nagy jelentősége van, hiszen a befogadó előzetes műveltségétől függ, mennyire ismeri fel a más-más szövegekből származó elemeket. Az intertextualitás tehát nagyobb olvasói aktivitást kíván.
Az intertextualitást Kristeva úgy értelmezi, mint az irodalmi szövegek egymástól való függősségét. Véleménye szerint egy irodalmi szöveg soha nem egy elszigetelt jelenség, hanem a többi szöveg mozaikjából áll össze. Az intertext más művek kontextusában, a velük való kölcsönhatás eredményeként jön létre. Kristeva értelmezésében minden szöveg intertext.
Gérard Genette az intertextualitást mint a Transztextualitás egyik altípusát értelmezi.
Az intertextualitást én a magam részéről (...) két vagy több szöveg együttes jelenlétéből fakadó kapcsolatként, azaz (...) egy szövegnek egy másik szövegben való tényleges jelenléteként határoznám meg.
Genette három megjelenési formáját tulajdonít az intertextualitásnak: az idézetet, a legexplicitebb változatot, melynek során idézőjellel ellátva, az eredeti szerzőre, forrásra hivatkozva épül be a szöveg egy másikba, a plágiumot, mely egy nem bevallott, de még szó szerinti idézés és a célzást, mely megértése feltételezi azon kapcsolat ismeretét, amely közte és egy másik közlés között áll fenn.

## Példák az intertextualitásra

### Világirodalom
- James Joyce Ulysses című műve több ponton is intertextuális kapcsolatban áll Homérosz Odüsszeia című eposzával.
- Eugene O'Neill Amerikai Elektra című drámatrilógiája Aiszkhülosz Oreszteia című trilógiájának az amerikai polgárháború idejébe helyezett újragondolása.
- William Faulkner Fiam, Absolon! című regénye a Sámuel első és második könyvében szereplő Absolon-történet Mississippi államba helyezett verziója.
- John Steinbeck Édentől keletre című regénye Mózes első könyvének az észak-karolinai Salinas-völgybe helyezett újraírása.
- Jean Rhys Széles Sargasso-tenger című regénye Charlotte Brontë Jane Eyre című művének textuális intervenciója, melynek során a történetet az őrült nő, Bertha Mason nézőpontjából ismerjük meg.
- Tom Stoppard Rosencrantz és Guildenstern halott című színdarabja William Shakespeare Hamlet című tragédiájának újramondása, melyben a két marginális karakter főszereplővé válik.
- Eugéne Ionesco Makbett című darabja William Shakespeare Macbeth című színdarabjának szatírája.
- Angela Carter A kínkamra és más történetek című novelláskötetében Charles Perrault és a Grimm testvérek meséit írja újra feminista szempontból.
- Helen Fielding Bridget Jones naplója című művében komikus utalások találhatók Jane Austen Büszkeség és balítélet című regényére.
- Ljudmila Ulickaja Orosz lekvár című színdarabja Csehov Cseresznyéskert című drámájának kortárs variációja.

### Magyar irodalom
- Márai Sándor Halotti beszéd című verse intertextuális viszonyban áll a Halotti beszéd és könyörgéssel.
- Hajnóczy Péter A fűtő című novellája Heinrich von Kleist Kohlhaas Mihály című kisregényének feldolgozása.
- Kornis Mihály Körmagyar című vígjátéka Arthur Schnitzler Körtánc című darabjának a rendszerváltás Magyarországára helyezett paródiája.
- Szabó Magda A pillanat című regénye Vergilius Aeneis című eposzának újramondása.
- Parti Nagy Lajos Szende című novellája a Grimm testvérek Hófehérke című meséjének modern korba helyezett, parodisztikus újramesélése.
- Térey János A Nibelung-lakópark című verses drámája Richard Wagner A Nibelung gyűrűje című operájának felhasználásával ad hírt napjaink magyar társadalmáról.
- Tasnádi István Fédra Fitness című drámája Jean Racine Phaedra című színdarabjának edzőtermi környezetbe helyezett újraírása.
- Esterházy Péter Esti című kötete Kosztolányi Dezső Esti Kornél történeteinek hagyományára épül és viszi tovább őket.
- Tóth Krisztina Tímár Zsófi muskátlija című novellája Mikszáth Kálmán Tímár Zsófi özvegysége című elbeszélésének átirata.
- Grecsó Krisztián Barbárok című novellája Móricz Zsigmond azonos című elbeszélésének modern variánsa.